# Toppan Insatsu

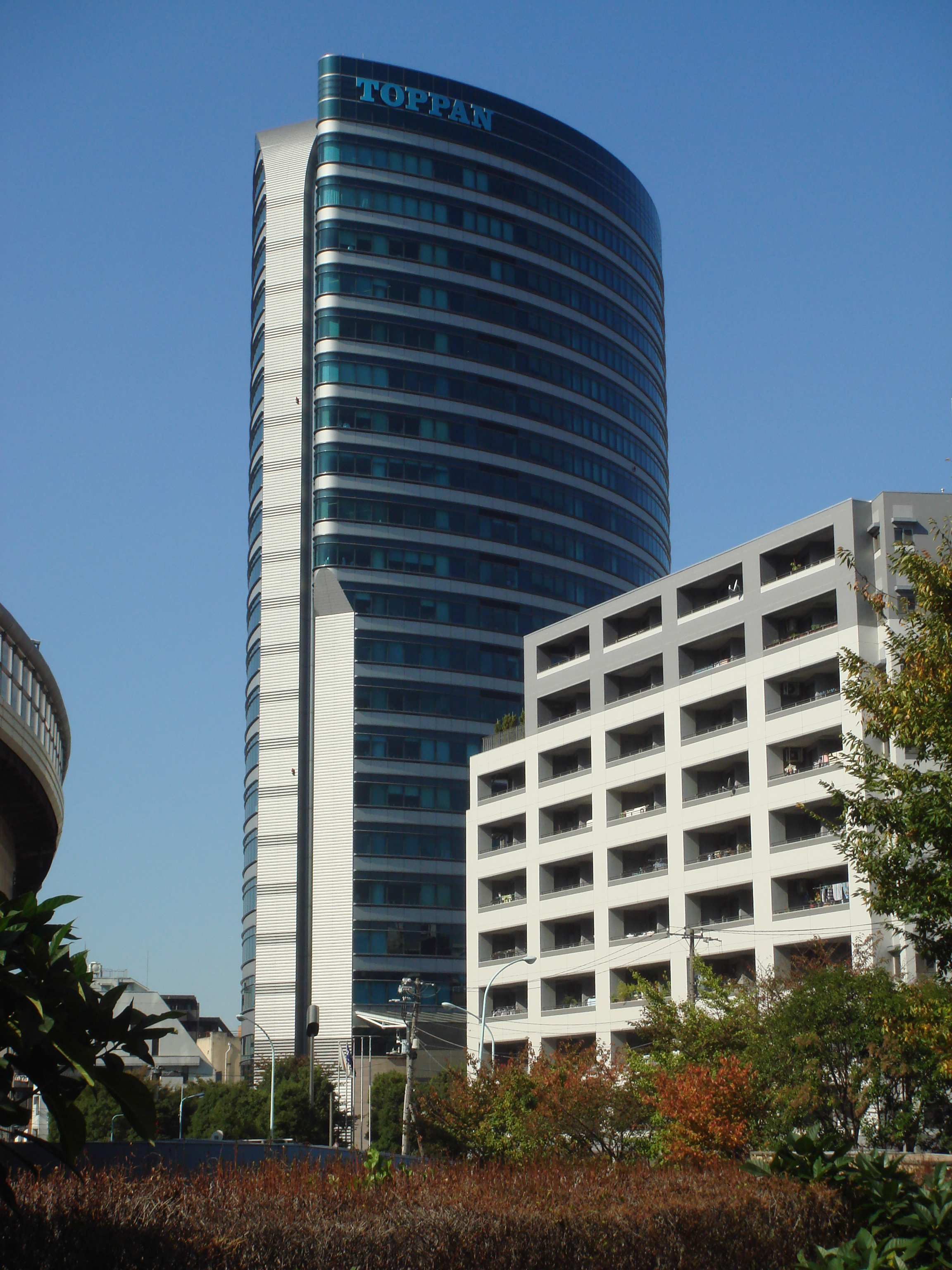
Hauptsitz von Toppan

Toppan Insatsu K.K. (japanisch 凸版印刷株式会社 Toppan Insatsu Kabushiki-gaisha, englisch Toppan Printing Co., Ltd.) ist ein japanischer Druckereikonzern mit Sitz in Chiyoda. Das Unternehmen ist in den Bereichen Sicherheits-, Verpackungs- und Dekordruck aktiv und bietet auf dem Gebiet der Elektronik unter anderem Fotomasken, kapazitive Sensoren für Touchscreens und Designleistungen für integrierte Schaltkreise an.

## Geschichte
Toppan Printing wurde 1900 durch die beiden Ingenieure Enkichi Kimura und Ginjiro Furuya sowie drei weitere Investoren gegründet. Kimura und Furuya arbeiteten beide vormals für die Druckerei des japanischen Finanzministeriums und wurden in den 1880er Jahren durch Edoardo Chiossone in die zeitgenössische Drucktechnologie eingeführt. Erste Aufträge sicherten sich die beiden in der Zigarettenindustrie, in der damals eine gesteigerte Nachfrage nach aufwändigeren Verpackungen existierte. Mit der Urbanisierung in Japan zu Beginn des 20. Jahrhunderts und einer beginnenden Konsumkultur stieg auch die Nachfrage nach Werbedrucksachen, was dem neu gegründeten Unternehmen zugutekam. Im Jahr 1917 übernahm Toppan das Unternehmen eines seiner ehemaligen Manager. Dieses hatte früh auf den Offsetdruck gesetzt und brachte mit der Übernahme die Fachkompetenz im Bereich des Offsetdrucks in das Unternehmen ein. Während des Zweiten Weltkriegs war Toppan stark ausgelastet und druckte beispielsweise Kriegsanleihen und andere Zertifikate im Staatsauftrag. Nach dem Krieg profitierte das Unternehmen von neuen Staatsaufträgen für den Druck von Banknoten, Briefmarken und Lotterielosen. Zugleich gewann Toppan eine offizielle Ausschreibung zur Gestaltung neuer 1000 ¥, 500 ¥, 100 ¥, 10 ¥, 5 ¥ und 1 ¥-Banknoten. Neben starken Erfolgen im klassischen Druckgeschäft, insbesondere durch die hohe Nachfrage im Werbe- und Verpackungsdruck aufgrund des gestiegenen Konsums der Verbraucher, investierte Toppan ab den späten 1950er Jahren in den Aufbau eines neuen Geschäftsfeldes in der Fertigung elektronischer Komponenten.

## Trivia
Im Jahr 2013 stellte Toppan einen Rekord auf, als das kleinste gedruckte Buch der Welt vorgestellt wurde. Die Abmessungen dieses Buches mit 22 Seiten betragen 0,74 mm × 0,75 mm. Die Schriftzeichen messen eine Größe von rund 0,01 Millimeter.